# Tyler Lissette
Tyler Lissette (Hamilton, 23 giugno 1991) è un calciatore neozelandese, difensore dell'Eastern Suburbs.

## Carriera
Cresciuto calcisticamente nella Olé Football Academy, ha esordito nella massima serie neozelandese nel 2010 con la maglia del Team Wellington. Dopo aver giocato a lungo tra la massima serie e la seconda divisione neozelandese con varie squadre, nel gennaio 2017 ha firmato con gli svedesi dell'IFK Värnamo, partecipanti alla seconda divisione locale. Al termine della stagione 2018, il Värnamo retrocede in terza divisione, ma lui firma per un'altra stagione. All'inizio del 2020, è tornato in patria, quando è stato acquistato dall'Eastern Suburbs, facendo anche il suo esordio nelle competizioni oceaniane per club.

## Statistiche

### Presenze e reti nei club
Statistiche aggiornate al 17 marzo 2022.
| Stagione               | Squadra                | Campionato             | Campionato | Campionato | Coppe nazionali | Coppe nazionali | Coppe nazionali | Coppe continentali | Coppe continentali | Coppe continentali | Altre coppe | Altre coppe | Altre coppe | Totale | Totale |
| Stagione               | Squadra                | Comp                   | Pres       | Reti       | Comp            | Pres            | Reti            | Comp               | Pres               | Reti               | Comp        | Pres        | Reti        | Pres   | Reti   |
| ---------------------- | ---------------------- | ---------------------- | ---------- | ---------- | --------------- | --------------- | --------------- | ------------------ | ------------------ | ------------------ | ----------- | ----------- | ----------- | ------ | ------ |
| 2010-2011              | Team Wellington        | NZFC                   | 9          | 0          |                 | -               | -               |                    | -                  | -                  |             | -           | -           | 9      | 0      |
| 2011-2012              | Waikato                | NZFC                   | 14         | 0          |                 | -               | -               |                    | -                  | -                  |             | -           | -           | 14     | 0      |
| 2012-gen. 2013         | Waikato                | NZFC                   | 0          | 0          |                 | -               | -               |                    | -                  | -                  |             | -           | -           | 0      | 0      |
| Totale Waikato         | Totale Waikato         | Totale Waikato         | 14         | 0          |                 | -               | -               |                    | -                  | -                  |             | -           | -           | 14     | 0      |
| 2013-2014              | Waikato                | NZFC                   | 12         | 0          |                 | -               | -               |                    | -                  | -                  |             | -           | -           | 12     | 0      |
| 2014-2015              | Team Wellington        | NZFC                   | 10         | 0          |                 | -               | -               | OCL                | 0                  | 0                  |             | -           | -           | 10     | 0      |
| gen.-giu. 2016         | Waikato                | NZFC                   | 8          | 0          |                 | -               | -               |                    | -                  | -                  |             | -           | -           | 8      | 0      |
| 2017                   | IFK Värnamo            | S1                     | 29         | 0          | CS              | 3               | 0               |                    | -                  | -                  |             | -           | -           | 32     | 0      |
| 2018                   | IFK Värnamo            | S1                     | 18         | 0          | CS+CS           | 3+1             | 0               |                    | -                  | -                  |             | -           | -           | 22     | 0      |
| 2019                   | IFK Värnamo            | D1                     | 21         | 0          | CS+CS           | 1+1             | 0               |                    | -                  | -                  |             | -           | -           | 23     | 0      |
| Totale IFK Värnamo     | Totale IFK Värnamo     | Totale IFK Värnamo     | 68         | 0          |                 | 9               | 0               |                    | -                  | -                  |             | -           | -           | 77     | 0      |
| gen.-giu. 2020         | Eastern Suburbs        | NZFC                   | 3          | 0          |                 | -               | -               | OCL                | 3                  | 0                  |             | -           | -           | 6      | 0      |
| 2020-2021              | Eastern Suburbs        | NZFC                   | 5          | 0          |                 | -               | -               |                    | -                  | -                  |             | -           | -           | 5      | 0      |
| 2021                   | Eastern Suburbs        | NZNL                   | 7          | 0          |                 | -               | -               |                    | -                  | -                  |             | -           | -           | 7      | 0      |
| 2022                   | Eastern Suburbs        | NZNL                   | 0          | 0          |                 | -               | -               |                    | -                  | -                  |             | -           | -           | 0      | 0      |
| Totale Eastern Suburbs | Totale Eastern Suburbs | Totale Eastern Suburbs | 15         | 0          |                 | -               | -               |                    | 3                  | 0                  |             | -           | -           | 18     | 0      |
| Totale carriera        | Totale carriera        | Totale carriera        | 129        | 0          |                 | 9               | 0               |                    | 3                  | 0                  |             | -           | -           | 141    | 0      |